# Model-View-Presenter

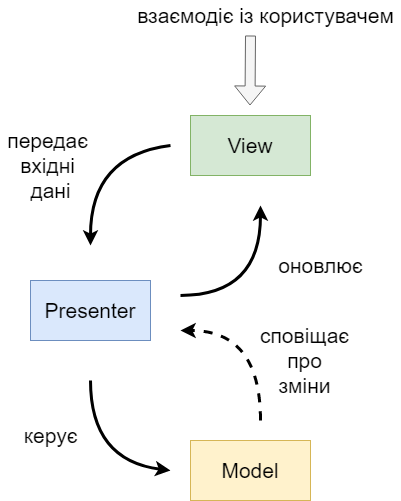
Діаграма взаємодії між компонентами шаблону MVP

Модель–Представлення–Пред'явник (англ. Model-View-Presenter, MVP) — шаблон проектування, похідний від MVC, що відділяє візуальне відображення та поведінку обробки подій у різні класи, а саме: Представлення (View) та Пред'явник (Presenter).

## Передумови для застосування
- Виникає необхідність відділити бізнес-логіку від логіки інтерфейсу користувача, щоб зробити його простішим для розуміння та підтримки.
- Стоїть задача надати доступ до коду різним сторінкам, що потребують однакової поведінки.
- Потрібно максимізувати обсяг коду, що підлягає автоматизованому тестуванню.

## Складові частини

### Модель
Модель являє собою клас для визначення даних, які будуть відображатися або над якими будуть проводитися інші дії у інтерфейсі користувача.

### Представлення
Клас Представлення управляє елементами на сторінці, та направляє події до класу Пред'явника. 

### Презентер
Пред'явник містить логіку реагування на події, оновлює Модель (бізнес-логіки і даних з програми) і, в свою чергу, маніпулює станом Представлення. Для полегшення тестування Пред'явника, він повинен мати посилання на інтерфейс Представлення замість посилання на конкретну реалізацію. Як наслідок, ви можете легко замінити діюче Представлення на макет для виконання тестів.

## Різновиди

### Passive View

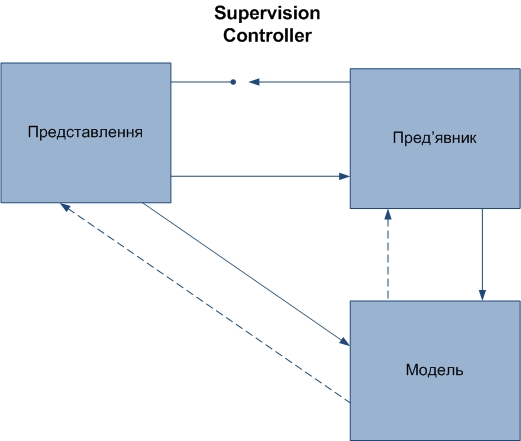
Passive View

Представлення майже не містить логіки. Пред'явник — посередник між Представленням та Моделлю. Крім того, у Представлення та Моделі повністю закритий доступ один до одного. Модель може викликати події , але Пред'явник підписується на них для оновлення Представлення.
У "Пасивному Представленні" немає прямої прив'язки даних, натомість, Представлення надає set-властивості , які Пред'явник використовує для надання значень даним. Всі стани керуються Пред'явником, а не Представленням.
Плюси: легкість тестування, прозорий поділ Представлення та Моделі.
Мінуси: витрати часу на самостійну прив'язку даних.

### Supervising Controller

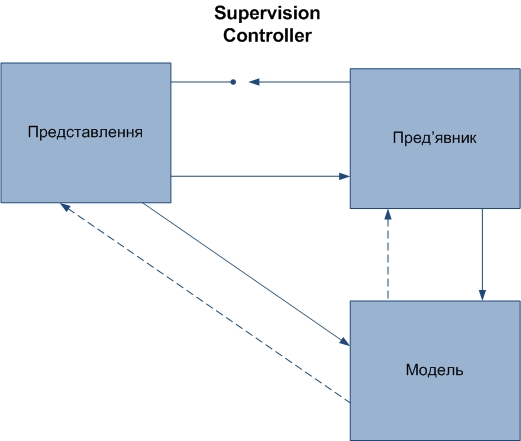
Supervising Controller

У цьому випадку, Пред'явник обробляє події користувача. Представлення зв'язується з Моделлю безпосередньо через прив'язку даних. У цьому випадку, завдання Пред'явника "пройти" від Моделі до Представлення, таким чином, щоб могла відбутися прив'язка даних. Пред'явник буде також містити логіку для таких подій як натискання клавіш, навігації тощо.
Плюси: зменшення обсягу коду, за рахунок використання прив'язки даних.
Мінуси: більш складне тестування, зменшення енкапсуляції у Представленні через прямий зв'язок з Моделлю.

## Реалізація
Приклад реалізації шаблону у Windows Forms.
Оголосимо модель, що містить логіку аплікації, не залежну від представлення.
```
public
 
class
 
OrderDto

{

	
public
 
string
 
Name
 
{
 
get
;
 
set
;
 
}

}

public
 
interface
 
IOrdersModel

{

	
OrderDto
[]
 
LoadOrders
();

}

public
 
class
 
OrdersModel
 
:
 
IOrdersModel

{

	
public
 
OrderDto
[]
 
LoadOrders
()

	
{

		
return
 
new
 
OrderDto
[]

		
{

			
new
 
OrderDto
(){
 
Name
 
=
 
"Item1"
 
},

			
new
 
OrderDto
(){
 
Name
 
=
 
"Item2"
 
},

		
};

	
}

}

```

Додамо інтерфейс взаємодії із виглядом та його реалізацію.
```
// інтерфейс взаємодії не залежить від технологій

public
 
interface
 
IOrdersView

{

	
void
 
Display
(
OrderDto
[]
 
orders
);

}

// реалізація інтерфейсу взаємодії прив'язана до середовища розгортання

public
 
partial
 
class
 
OrdersForm
 
:
 
Form
,
 
IOrdersView

{

	
private
 
OrdersPresenter
 
presenter
;

	
public
 
OrdersForm
()

	
{

		
InitializeComponent
();

		
presenter
 
=
 
new
 
OrdersPresenter
(
this
,
 
new
 
OrdersModel
());

	
}

	
// виклик презентера із вигляду

	
private
 
void
 
LoadOrdersButton_Click
(
object
 
sender
,
 
EventArgs
 
e
)

	
{

		
presenter
.
LoadOrders
();

	
}

	
// зміна стану представлення

	
void
 
IOrdersView
.
Display
(
OrderDto
[]
 
orders
)

	
{

		
var
 
orderNames
 
=
 
orders
.
Select
(
x
 
=>
 
x
.
Name
).
ToArray
();

		
this
.
orderListBox
.
Items
.
AddRange
(
orderNames
);

	
}

}

```

Та додамо презентер — компонент, що зв'язує логіку аплікації (модель) із виглядом.
```
public
 
class
 
OrdersPresenter

{

	
private
 
readonly
 
IOrdersView
 
view
;

	
private
 
readonly
 
IOrdersModel
 
model
;

	
public
 
OrdersPresenter
(
IOrdersView
 
view
,
 
IOrdersModel
 
model
)

	
{

		
this
.
view
 
=
 
view
;

		
this
.
model
 
=
 
model
;

	
}

	
// метод-обробник, виконується при взаємодії користувача із виглядом

	
public
 
void
 
LoadOrders
()

	
{

		
// керування моделю

		
var
 
orders
 
=
 
model
.
LoadOrders
();

		
// маніпуляція представленням

		
view
.
Display
(
orders
);

	
}

}

```